# Kalicijev benzoat
Kalcijev benzoat (E213) je sredstvo za konzerviranje.[u prehrani ili kod konzerviranja nejestivih predmeta] On je kalcijeva sol benzojeve kiseline, iz koje se proizvodi kemijskom sintezom s kalcijevim oksidom.

Iako se smatra bezopasnim, konzumiranje nije preporučljivo. Kod osoba koje boluju od astme, urtikarije ili su osjetljive na aspirin može uzrokovati alergijske reakcije. Postoji sumnja da u kombinaciji s tartrazinom (E102) može izazvati hiperkinetički sindrom kod djece. Česta upotreba nije preporučljiva.

Također služi i kao katalizator u termitnom izgaranju.